# Helixanthera flabellifolia
Helixanthera flabellifolia är en tvåhjärtbladig växtart som beskrevs av Simone Balle och D. Wiens & R.M. Polhill. Helixanthera flabellifolia ingår i släktet Helixanthera och familjen Loranthaceae. Inga underarter finns listade i Catalogue of Life.